# Эльдиган (посёлок станции)
Эльдига́н — посёлок станции в Комсомольском районе Хабаровского края. Находится на межселенной территории.

## Население
| 2002 | 2010 | 2011 | 2012 | 2021 |
| ---- | ---- | ---- | ---- | ---- |
| 13   | ↘9   | →9   | ↘7   | ↗8   |